# Sodai (przystanek kolejowy)
Sodai (ros. Манкишкяй) – przystanek kolejowy w miejscowości Szawle, w okręgu szawelskim, na Litwie.